# القراءة الذكية (كتاب)
كتاب القراءة الذكية هو كتاب في مجال القراءة، من تأليف ساجد العبدلي، يهدف إلى تمكين القارئ أن يتعلم التحول جذرياً في كيفية قراءاته للكتب من حيث القراءة بذكاء وبسرعة وبإدراك كبير، الكتاب مؤلف من خمسة أبواب الباب الأول : أهمية القراءة الباب الثاني : فن القراءة الباب الثالث : أساليب القراءة الباب الرابع : القراءة الذكية الباب الخامس : أنواع القراء هو من إصدارات دار الإبداع الفكري بنسختين ورقية وإلكترونية، كما تم تحويله بالكامل إلى كتاب صوتي بصوت أحمد أحمد، وتمت طباعته على أقراص الليزر ونشرها في الأسواق، يحتوي الكتاب على صور توضيحية ورسومات وكثير من الألوان على عكس الاسلوب التقليدي لطباعة الكتب، تتمثل رسالة الكتاب في كيفية القراءة بذكاء وبسرعة، وبإدراك كبير، فكرة الكتاب الرئيسية تهدف إلى الدعوة للقراءة، مع تصدر مقدمة الكتاب وتخصيصها لنسب تحكي واقع القراءة في العالم العربي، احصائيات بلغة الأرقام أوضحت عن أزمة تحتاج لمعالجة.

يقول المؤلف في مقدمة كتابه وكأنه يشير إلى هذا الواقع المأساوي للقراءة:

## اقتباسات من الكتاب
يقول ساجد العبدلي: 

ويقول أيضاً :
 ويقول في موضع آخر :

## الوصلات الخارجية
- صفحة الكتاب على موقع غود ريدز.